# Husni Numanagić
Šejh hfz. Husni ef. Numanagić (Fojnica, 1853. – Visoko, 4. travnja 1931.), bosanskohercegovački je teolog bošnjačkog podrijetla, muftija travnički i šejh nakšibendijskog tarikata. 

## Životopis
Husni ef. Numanagić je rođen 1853. godine u Fojnici, kao unuk šejha Abdurahman Sirrije. Rano je ostao bez roditelja, pa ga je njegova nana Morićka uzela sebi u Sarajevo. U tom gradu je završio mekteb i postao hafiz. Svoje dalje obrazovanje nastavio je pred tadašnjim muderizom Misrijine medrese, šejhom Skender-pašine tekije u Sarajevu, poznatim teologom šejh Arif ef. Kurdom.
Daljnje školovanje je nastavio u Istanbulu, a onda se uputio u Medinu i u tamnošnjoj medresi "Mahmudiji" proučavao je znanost o hadisu. Na kraju je otišao u Kairo, gdje se na studiju zadržao dvije godine. Kad se vratio u svoje rodno mjesto Fojnicu, odmah je postavljen za profesora na tamošnjoj medresi. Husni ef. Numanagić je kasnije prešao za profesora visočke medrese "Ahmed efendije" i tu je ostao do 1914. godine. U istom periodu od 1905. do 1914. upravlja tekijom u Visokom. Godine 1914. biva imenovan za muftiju travničkog. Za vrijeme boravka u Travniku, upravlja tekijom koja se nalazi uz Jeni džamiji. Na dužnosti muftije ostaje do 1927. godine, kada je na vlastiti zahtjev umirovljen. 
Nakon što je otišao u mirovinu, Husni ef. Numanagić se opet vratio u Visoko i tu ostao sve do smrti 4. travnja 1931. godine. U tom gradu je i sahranjen. 
Danas, u Fojnici i u Visokom dvije ulice nose naziv po šejhu hafizu Husni ef. Numanagiću.

## Djela
- Kazivanja dervišima (Sarajevo, 2018.)

### O Husniju Numanagiću
- Amela Numanagić: Šejh i muftija na razmeđu vremena : hadži hafiz Husni efendija Numanagić (Sarajevo, 2013.)

## Vanjske poveznice
- Devet godina od preseljenja šejha Mesuda ef. Hadžimejlića: Kod njega je dušama bilo lijepo